# Jean-Jacques Farochon
Jean-Jacques Farochon, né le 28 avril 1738 à Châlons-en-Champagne et mort le 1er juillet 1802 à Ormoy-Villers, est un religieux et homme politique du XVIIIe siècle.

## Biographie
Nommé curé de la paroisse d'Ormoy-Villers en 1775, Jean-Jacques Farochon est élu député du clergé aux États généraux de 1789, pour le bailliage de Crépy-en-Valois. Il fait ensuite partie de l'Assemblée Nationale Constituante, pour un mandat du 27 mars 1789 au 30 septembre 1791.

## Sources
- « Jean-Jacques Farochon », dans Adolphe Robert et Gaston Cougny, Dictionnaire des parlementaires français, Edgar Bourloton, 1889-1891 [détail de l’édition]